# وامارا سانوگو
وامارا سانوگو (انگلیسی: Vamara Sanogo؛ زادهٔ ۲۲ آوریل ۱۹۹۵) بازیکن فوتبال اهل فرانسه است.
از باشگاه‌هایی که در آن بازی کرده‌است می‌توان به باشگاه فوتبال فلیتوود اشاره کرد.